# Thubœuf (Mayenne)
Thubœuf és un municipi francès situat al departament de Mayenne i a la regió de País del Loira. L'any 2007 tenia 283 habitants.

## Demografia

### Població
El 2007 la població de fet de Thubœuf era de 283 persones. Hi havia 114 famílies de les quals 32 eren unipersonals (20 homes vivint sols i 12 dones vivint soles), 43 parelles sense fills i 39 parelles amb fills.
La població ha evolucionat segons el següent gràfic:
Habitants censats

### Habitatges
El 2007 hi havia 183 habitatges, 117 eren l'habitatge principal de la família, 58 eren segones residències i 8 estaven desocupats. 182 eren cases i 1 era un apartament. Dels 117 habitatges principals, 79 estaven ocupats pels seus propietaris, 35 estaven llogats i ocupats pels llogaters i 3 estaven cedits a títol gratuït; 18 tenien dues cambres, 22 en tenien tres, 38 en tenien quatre i 40 en tenien cinc o més. 97 habitatges disposaven pel capbaix d'una plaça de pàrquing. A 57 habitatges hi havia un automòbil i a 54 n'hi havia dos o més.

### Piràmide de població
La piràmide de població per edats i sexe el 2009 era:
| Homes | Edats   | Dones |
| ----- | ------- | ----- |
| 0     | 95 o +  | 0     |
| 0     | 90 a 94 | 0     |
| 0     | 85 a 89 | 0     |
| 0     | 80 a 84 | 0     |
| 0     | 75 a 79 | 8     |
| 12    | 70 a 74 | 4     |
| 12    | 65 a 69 | 24    |
| 0     | 60 a 64 | 4     |
| 0     | 55 a 59 | 8     |
| 0     | 50 a 54 | 4     |
| 4     | 45 a 49 | 4     |
| 16    | 40 a 44 | 8     |
| 4     | 35 a 39 | 8     |
| 8     | 30 a 34 | 4     |
| 20    | 25 a 29 | 8     |
| 0     | 20 a 24 | 4     |
| 4     | 15 a 19 | 0     |
| 8     | 10 a 14 | 4     |
| 16    | 5 a 9   | 20    |
| 8     | 0 a 4   | 8     |

## Economia
El 2007 la població en edat de treballar era de 175 persones, 136 eren actives i 39 eren inactives. De les 136 persones actives 128 estaven ocupades (74 homes i 54 dones) i 8 estaven aturades (3 homes i 5 dones). De les 39 persones inactives 13 estaven jubilades, 12 estaven estudiant i 14 estaven classificades com a «altres inactius».

### Ingressos
El 2009 a Thubœuf hi havia 121 unitats fiscals que integraven 287,5 persones, la mediana anual d'ingressos fiscals per persona era de 16.120 €.

### Activitats econòmiques
Dels 6 establiments que hi havia el 2007, 2 eren d'empreses de construcció, 3 d'empreses de serveis i 1 d'una empresa classificada com a «altres activitats de serveis».
L'únic servei als particulars que hi havia el 2009 era un paleta.
L'any 2000 a Thubœuf hi havia 23 explotacions agrícoles que ocupaven un total de 1.003 hectàrees.

## Poblacions més properes
El següent diagrama mostra les poblacions més properes.